# Dimetoxietano
Dimetoxietano, também conhecido como glima, monoglima, dimetil glicol, éter dimetílico de etileno glicol, dimetil celosolve e DME, é um éter líquido, aprótico e incolor que é usado como solvente, especialmente em baterias. O dimetoxietano é miscível com água.

## Produção
A monoglima é produzida industrialmente pela reação do éter dimetílico com óxido de etileno:
CH3OCH3 + CH2CH2O → CH3OCH2CH2OCH3

## Aplicações como solvente e ligante

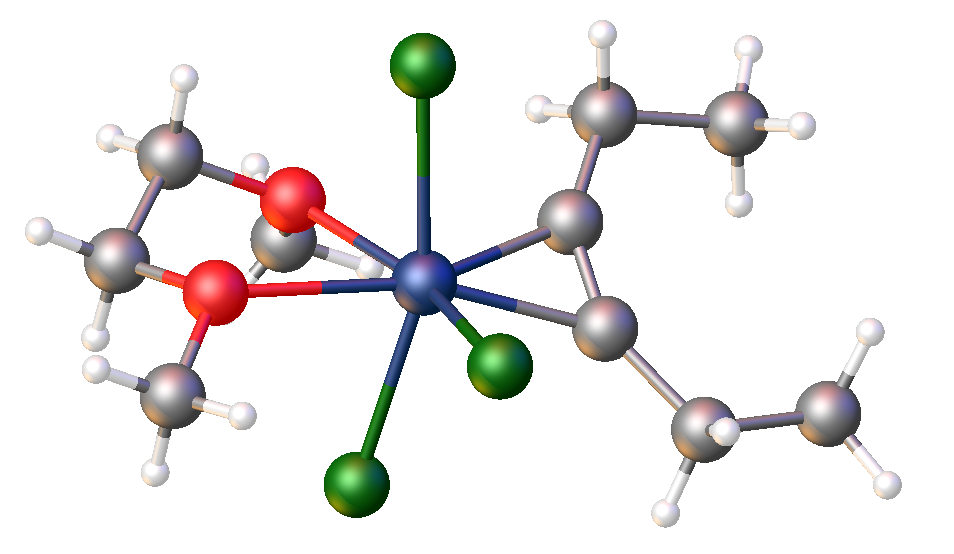
Estrutura do complexo de coordenação NbCl_{3}(dimetoxietano)(3-hexino)

Juntamente com um solvente de alta permissividade (por exemplo, carbonato de propileno), o dimetoxietano é usado como componente de baixa viscosidade do solvente para eletrólitos de baterias de lítio. Em laboratório, o DME é usado como solvente de coordenação.
O dimetoxietano é frequentemente utilizado como alternativa de ponto de ebulição mais alto ao éter dietílico e ao tetra-hidrofurano. O dimetoxietano atua como um ligante bidentado para alguns cátions metálicos. Por isso, é frequentemente utilizado em química organometálica. Reações de Grignard e reduções de hidreto são aplicações típicas. Também é adequado para reações catalisadas por paládio, incluindo reações de Suzuki e acoplamentos de Stille. O dimetoxietano também é um bom solvente para oligo e polissacarídeos.
A naftalida de sódio dissolvida em dimetoxietano é usada como solução de corrosão de PTFE, removendo átomos de flúor da superfície, que são substituídos por oxigênio, hidrogênio e água. Isso também corroe fisicamente a superfície, preparando-a para melhor adesão.